# José Luís de Vasconcelos e Sousa
José Luís de Vasconcelos e Sousa (Rio de Janeiro, 9 de julho de 1740 - Rio de Janeiro, 16 de abril de 1812), fidalgo da Casa Real, conselheiro de Estado, capitão da companhia da Guarda Real; regedor das justiças, desembargador do Paço, e da Consciência e Ordens no Rio de Janeiro, procurador fiscal da Junta dos Três Estados, presidente da Junta do Novo Código, deputado da Junta do Tabaco, da Inspecção sobre a peste, e do exame das dívidas da Fazenda Real; director e inspector geral do Colégio dos Nobres, embaixador extraordinário em Londres por diferentes épocas, desembargador da Relação e Casa do Porto, e dos agravos da Casa da Suplicação, comendador de Santa Maria da Amêndoa, no bispado da Guarda, da Ordem de São João de Jerusalém, e senhor de Faro do Alentejo.
Pelo casamento com a 6.ª condessa de Pombeiro, recebeu este título e a administração de todos os bens desta nobre casa, sendo mais tarde agraciado com o titulo de marquês de Belas em duas vidas, por decreto de 17 de dezembro de 1801 e carta de 13 de janeiro da 1802, no reinado de D. Maria I, regência do príncipe D. João.

## Biografia
Formado em cânones, com o título de bacharel outorgado pela Universidade de Coimbra.
O marquês de Belas era muito dedicado à literatura, e entusiasta pela poesia. Escreveu: Henrique IV, poema épico, e Henriada, de Voltaire, traduzidos do original francês.
Era no seu palácio de Belas onde se reunia a Academia de Belas Artes (também denominada Nova Arcádia). Desta academia fazia parte um seu protegido, Domingos Caldas Barbosa, levando a amizade entre os dois a fazer correr o boato de que o marquês tinha efetuado a tradução de algumas obras, feita verdadeiramente por Barbosa.
Será no referido palácio que,  em 1795, recebe a visita do príncipe regente e de sua esposa D. Carlota Joaquina, que é celebrada por um obelisco colocado no seu jardim, ostentando um grupo escultórico da autoria de Joaquim José de Barros.
Como o anterior, se trata de uma casa da província, mais perto da corte tinha outra, em Arroios (Lisboa), onde é hoje a Embaixada de Itália em Portugal, que é ainda conhecida por Palácio Pombeiro e que durante a sua vida terá lhe feito uma reedificação quase integral.
Obteve a grã-cruz das ordens de São Tiago, Torre e Espada e da Legião de Honra, de França.

## Dados genealógicos
Era filho segundo dos 1.os marqueses e 4.os condes de Castelo Melhor, José de Caminha Vasconcelos e Sousa Távora Faro e Veiga, e de sua mulher, D. Maria Rosa Quitéria de Noronha, filha dos 2.os marqueses de Angeja.
Casou em 29 de novembro de 1783 com D. Maria Rita de Castelo Branco Correia e Cunha, filha e herdeira de António Joaquim de Castelo Branco Correia e Cunha, 5.º conde de Pombeiro, e de D. Ana Vitória Xavier Teles, filha dos 5.os condes de Unhão. A 6.ª condessa de Pombeiro, por morte de seu pai, em 1784, ficou sendo a 17.ª senhora de Pombeiro, 14.ª senhora do morgado de Castelo Branco, em Santa Iria de Azóia, termo de Lisboa, 12.ª senhora de Belas, 12.ª senhora da Alcaidaria-mor de Vila Franca de Xira; senhora do ofício de capitão da Guarda Real dos Archeiros. Foi também dama de honor da rainha D. Maria I, e dama da Ordem de Santa Isabel. Nasceu a 5 de abril de 1769, e faleceu a 3 de maio de 1832, sobrevivendo a seu marido 20 anos.
Filhosː
- D. António Maria de Castelo-Branco Correia e Cunha de Vasconcelos e Sousa, 2º marquês de Belas casado com  D. Constança Manoel.
- D. José Maria Rita de Castelo Branco Correia da Cunha Vasconcelos e Sousa (Salvaterra de Magos, 5 de fevereiro de 1788 – Lisboa, 16 de março de 1872), 1º conde da Figueira. Casado duas vezes. A 1.ª com D Maria José de Melo Menezes e Silva, sem descendência. A 2.ª com D. Maria Amália Machado Eça Castro e Vasconcelos Magalhães Orosco e Ribera, com descendência.